# Kieler Sportvereinigung Holstein von 1900 2014-2015
Questa voce raccoglie le informazioni riguardanti il Holstein Kiel nelle competizioni ufficiali della stagione 2014-2015.

## Stagione
Nella stagione 2014-2015 l'Holstein Kiel, allenato da Karsten Neitzel, concluse il campionato di 3. Liga al 3º posto e perse i play-off con il  Monaco 1860. In Coppa di Germania l'Holstein Kiel fu eliminato al primo turno dal Monaco 1860.

## Rosa
| N. |                      | Ruolo | Calciatore            |
| -- | -------------------- | ----- | --------------------- |
| 1  | Germania (bandiera)  | P     | Chris Kröhnert        |
| 1  | Germania (bandiera)  | P     | Maximilian Riedmüller |
| 3  | Germania (bandiera)  | D     | Patrick Auracher      |
| 4  | Germania (bandiera)  | D     | Manuel Hartmann       |
| 7  | Irlanda (bandiera)   | D     | Patrick Kohlmann      |
| 9  | Germania (bandiera)  | A     | Manuel Schäffler      |
| 10 | Germania (bandiera)  | A     | Saliou Sané           |
| 11 | Germania (bandiera)  | C     | Rafael Kazior         |
| 13 | Germania (bandiera)  | D     | Marlon Krause         |
| 14 | Germania (bandiera)  | C     | Maik Kegel            |
| 15 | Germania (bandiera)  | A     | Fabian Arndt          |
| 16 | Danimarca (bandiera) | C     | Mikkel Vendelbo       |
| 17 | Germania (bandiera)  | D     | Fabian Wetter         |

| N. |                        | Ruolo | Calciatore         |
| -- | ---------------------- | ----- | ------------------ |
| 18 | Stati Uniti (bandiera) | P     | Kenneth Kronholm   |
| 19 | Germania (bandiera)    | D     | Patrick Herrmann   |
| 20 | Germania (bandiera)    | A     | Marc Heider        |
| 21 | Germania (bandiera)    | C     | Tim Siedschlag     |
| 22 | Germania (bandiera)    | A     | Fiete Sykora       |
| 24 | Polonia (bandiera)     | A     | Jarosław Lindner   |
| 25 | Germania (bandiera)    | P     | Niklas Jakusch     |
| 26 | Germania (bandiera)    | C     | Patrick Breitkreuz |
| 27 | Germania (bandiera)    | C     | Marcel Gebers      |
| 28 | Germania (bandiera)    | C     | René Guder         |
| 29 | Germania (bandiera)    | D     | Hauke Wahl         |
| 31 | Germania (bandiera)    | C     | Finn Wirlmann      |
| 32 | Germania (bandiera)    | D     | Marcel Kohn        |

## Organigramma societario
Area tecnica
- Allenatore: Karsten Neitzel
- Allenatore in seconda: Jan Sandmann
- Preparatore dei portieri: Carsten Wehlmann
- Preparatori atletici: Timm Sörensen

## Calciomercato

### Sessione estiva
| Acquisti | Acquisti         | Acquisti          | Acquisti |
| R.       | Nome             | da                | Modalità |
| -------- | ---------------- | ----------------- | -------- |
| A        | Saliou Sané      | Paderborn         |          |
| D        | Patrick Auracher | Kickers Stoccarda |          |
| C        | Maik Kegel       | Chemnitz          |          |
| D        | Patrick Kohlmann | Union Berlino     |          |
| D        | Marcel Kohn      | Holstein Kiel U19 |          |
| P        | Chris Kröhnert   | Holstein Kiel U19 |          |
| P        | Kenneth Kronholm | Elversberg        |          |

| Cessioni | Cessioni                    | Cessioni           | Cessioni |
| R.       | Nome                        | a                  | Modalità |
| -------- | --------------------------- | ------------------ | -------- |
| C        | Tim Danneberg               | Chemnitz           |          |
| D        | Kevin Schulze               | Wacker Nordhausen  |          |
| A        | Casper Johansen             | Middelfart         |          |
| A        | Mika Ääritalo               | TPS                |          |
| A        | Onur Akdogan                | Holstein Kiel II   |          |
| A        | Fabian Arndt                | Holstein Kiel II   |          |
| A        | Andy Hebler                 | Energie Cottbus II |          |
| A        | George Kelbel               | Goslarer           |          |
| C        | Takuya Okada                | Schönberg          |          |
| P        | Daniel Strähle              | Neustrelitz        |          |
| D        | David Urban                 | Wacker Nordhausen  |          |
| A        | Marcel von Walsleben-Schied | Neustrelitz        |          |

### Sessione invernale
| Acquisti | Acquisti | Acquisti | Acquisti |
| R.       | Nome     | da       | Modalità |
| -------- | -------- | -------- | -------- |

| Cessioni | Cessioni | Cessioni | Cessioni |
| R.       | Nome     | a        | Modalità |
| -------- | -------- | -------- | -------- |

## Risultati

### 3. Liga

#### Girone di andata
| Kiel 26 luglio 2014, ore 14:00 CEST 1ª giornata | Holstein Kiel | 0 – 0 referto | Unterhaching | Holstein-Stadion (5 247 spett.)\| Arbitro: \| Jablonski \| |
| Arbitro:                                        | Jablonski     |               |              |                                                            |

| Arbitro: | Treiber |

|                           |           |                           |
| Solga 3’ (rig.) Kefkir 7’ | Marcatori | 21’ Breitkreuz 51’ Heider |

| Arbitro: | Heft |

|                         |           |  |
| Breitkreuz 61’ Sané 77’ | Marcatori |  |

| Arbitro: | Günsch |

|               |           |  |
| Lohkemper 45’ | Marcatori |  |

| Arbitro: | Reichel |

|  |           |           |
|  | Marcatori | 59’ Zeitz |

| Arbitro: | Winkmann |

|            |           |                           |
| Eilers 68’ | Marcatori | 41’ Heider 89’ Siedschlag |

| Arbitro: | Dittrich |

|            |           |              |
| Wetter 47’ | Marcatori | 89’ Bischoff |

| Arbitro: | Steinhaus-Webb |

|                                         |           |                                 |
| Brandstetter 29’ Möckel 69’ Möhwald 77’ | Marcatori | 27’ (rig.) Kazior 75’ Schäffler |

| Arbitro: | Hartmann |

|                        |           |            |
| Menga 22’ Feldhahn 63’ | Marcatori | 43’ Kazior |

| Kiel 20 settembre 2014, ore 14:00 CEST 10ª giornata | Holstein Kiel | 0 – 0 referto | Wehen Wiesbaden | Holstein-Stadion (3 945 spett.)\| Arbitro: \| Treiber \| |
| Arbitro:                                            | Treiber       |               |                 |                                                          |

| Arbitro: | Kampka |

|  |           |                       |
|  | Marcatori | 65’ Heider 77’ Kazior |

| Arbitro: | Koslowski |

|                                    |           |            |
| Wirlmann 19’ Heider 23’ Kazior 47’ | Marcatori | 87’ Schiek |

| Arbitro: | Badstübner |

|               |           |            |
| Slišković 35’ | Marcatori | 67’ Heider |

| Arbitro: | Schröder |

|                         |           |  |
| Schäffler 33’, 39’, 87’ | Marcatori |  |

| Chemnitz 25 ottobre 2014, ore 14:00 CEST 15ª giornata | Chemnitz | 0 – 0 referto | Holstein Kiel | Stadion an der Gellertstraße (5 830 spett.)\| Arbitro: \| Dietz \| |
| Arbitro:                                              | Dietz    |               |               |                                                                    |

| Arbitro: | Willenborg |

|            |           |  |
| Heider 36’ | Marcatori |  |

| Colonia 9 novembre 2014, ore 14:00 CET 17ª giornata | Fortuna Colonia | 0 – 0 referto | Holstein Kiel | Südstadion (1 889 spett.)\| Arbitro: \| Kempkes \| |
| Arbitro:                                            | Kempkes         |               |               |                                                    |

| Arbitro: | Schwermer |

|                |           |  |
| Breitkreuz 87’ | Marcatori |  |

| Reutlingen 29 novembre 2014, ore 14:00 CET 19ª giornata | Kickers Stoccarda | 0 – 0 referto | Holstein Kiel | Stadion an der Kreuzeiche (2 555 spett.)\| Arbitro: \| Steinhaus-Webb \| |
| Arbitro:                                                | Steinhaus-Webb    |               |               |                                                                          |

#### Girone di ritorno
| Arbitro: | Storks |

|              |           |                |
| Widemann 30’ | Marcatori | 78’ Breitkreuz |

| Arbitro: | Göpferich |

|  |           |                         |
|  | Marcatori | 37’ Kefkir 70’ Jordanov |

| Arbitro: | Brand |

|  |           |                                                       |
|  | Marcatori | 10’ Krause 52’ (rig.) Kazior 75’ Breitkreuz 89’ Kegel |

| Arbitro: | Bokop |

|              |           |            |
| Schäffler 8’ | Marcatori | 9’ Tashchy |

| Arbitro: | Siewer |

|  |           |                    |
|  | Marcatori | 9’ Wahl 90’ Heider |

| Arbitro: | Stegemann |

|               |           |  |
| Schäffler 76’ | Marcatori |  |

| Arbitro: | Günsch |

|          |           |                             |
| Kara 35’ | Marcatori | 39’ Lindner 42’, 70’ Kazior |

| Arbitro: | Dankert |

|                                              |           |             |
| Wahl 21’ Kazior 50’ Schäffler 78’ Heider 84’ | Marcatori | 47’ Czichos |

| Arbitro: | Drees |

|            |           |  |
| Krause 22’ | Marcatori |  |

| Arbitro: | Storks |

|  |           |            |
|  | Marcatori | 34’ Heider |

| Arbitro: | Welz |

|             |           |  |
| Vendelbo 9’ | Marcatori |  |

| Arbitro: | Mix |

|           |           |           |
| Rizzi 37’ | Marcatori | 2’ Heider |

| Arbitro: | Schröder |

|                   |           |  |
| Kazior 43’ (rig.) | Marcatori |  |

| Arbitro: | Willenborg |

|                        |           |                 |
| Osawe 19’ Furuholm 57’ | Marcatori | 59’, 75’ Kazior |

| Arbitro: | Dittrich |

|                          |           |           |
| Schäffler 36’ Heider 69’ | Marcatori | 20’ Ofosu |

| Arbitro: | Stegemann |

|                         |           |                              |
| Ulm 10’ (rig.) Klos 31’ | Marcatori | 3’ Siedschlag 90’ Breitkreuz |

| Arbitro: | Badstübner |

|                                            |           |  |
| Schäffler 19’, 57’ Heider 81’ Vendelbo 84’ | Marcatori |  |

| Arbitro: | Stieler |

|                              |           |           |
| Hajri 20’ Gardawski 21’, 27’ | Marcatori | 10’ Kegel |

| Arbitro: | Siewer |

|  |           |                           |
|  | Marcatori | 39’ Edwini-Bonsu 49’ Bahn |

#### Spareggio promozione-retrocessione
| Kiel 29 maggio 2015, ore 20:30 CEST andata | Holstein Kiel | 0 – 0 referto | Monaco 1860 | Holstein-Stadion (9 812 spett.)\| Arbitro: \| Meyer \| |
| Arbitro:                                   | Meyer         |               |             |                                                        |

| Arbitro: | Kircher |

|                      |           |            |
| Adlung 78’ Bülow 90’ | Marcatori | 16’ Kazior |

### Coppa di Germania
| Arbitro: | Zwayer |

|               |           |                        |
| Siedschlag 8’ | Marcatori | 65’, 81’ (rig.) Okotie |

## Statistiche

### Statistiche di squadra
| Competizione                       | Punti | In casa | In casa | In casa | In casa | In casa | In casa | In trasferta | In trasferta | In trasferta | In trasferta | In trasferta | In trasferta | Totale | Totale | Totale | Totale | Totale | Totale | DR  |
| Competizione                       | Punti | G       | V       | N       | P       | Gf      | Gs      | G            | V            | N            | P            | Gf           | Gs           | G      | V      | N      | P      | Gf     | Gs     | DR  |
| ---------------------------------- | ----- | ------- | ------- | ------- | ------- | ------- | ------- | ------------ | ------------ | ------------ | ------------ | ------------ | ------------ | ------ | ------ | ------ | ------ | ------ | ------ | --- |
| 3. Liga                            | 67    | 19      | 12      | 4       | 3       | 26      | 10      | 19           | 6            | 9            | 4            | 27           | 20           | 38     | 18     | 13     | 7      | 53     | 30     | +23 |
| Spareggio promozione-retrocessione | -     | 1       | 0       | 1       | 0       | 0       | 0       | 1            | 0            | 0            | 1            | 1            | 2            | 2      | 0      | 1      | 1      | 1      | 2      | -1  |
| Coppa di Germania                  | -     | 1       | 0       | 0       | 1       | 1       | 2       | 0            | 0            | 0            | 0            | 0            | 0            | 1      | 0      | 0      | 1      | 1      | 2      | -1  |
| Totale                             | 67    | 21      | 12      | 5       | 4       | 27      | 12      | 20           | 6            | 9            | 5            | 28           | 22           | 41     | 18     | 14     | 9      | 55     | 34     | +21 |

### Andamento in campionato
| Giornata  | 1  | 2  | 3 | 4 | 5  | 6  | 7  | 8  | 9  | 10 | 11 | 12 | 13 | 14 | 15 | 16 | 17 | 18 | 19 | 20 | 21 | 22 | 23 | 24 | 25 | 26 | 27 | 28 | 29 | 30 | 31 | 32 | 33 | 34 | 35 | 36 | 37 | 38 |
| --------- | -- | -- | - | - | -- | -- | -- | -- | -- | -- | -- | -- | -- | -- | -- | -- | -- | -- | -- | -- | -- | -- | -- | -- | -- | -- | -- | -- | -- | -- | -- | -- | -- | -- | -- | -- | -- | -- |
| Luogo     | C  | T  | C | T | C  | T  | C  | T  | T  | C  | T  | C  | T  | C  | T  | C  | T  | C  | T  | T  | C  | T  | C  | T  | C  | T  | C  | C  | T  | C  | T  | C  | T  | C  | T  | C  | T  | C  |
| Risultato | N  | N  | V | P | P  | V  | N  | P  | P  | N  | V  | V  | N  | V  | N  | V  | N  | V  | N  | N  | P  | V  | N  | V  | V  | V  | V  | V  | V  | V  | N  | V  | N  | V  | N  | V  | P  | P  |
| Posizione | 10 | 13 | 4 | 8 | 13 | 11 | 14 | 15 | 14 | 14 | 12 | 11 | 11 | 11 | 11 | 11 | 11 | 7  | 8  | 8  | 10 | 10 | 9  | 7  | 6  | 5  | 2  | 2  | 2  | 2  | 2  | 2  | 2  | 2  | 3  | 3  | 3  | 3  |

Legenda:

Luogo: C = Casa; T = Trasferta. Risultato: V = Vittoria; N = Pareggio; P = Sconfitta.

### Statistiche dei giocatori
| Giocatore     | 3. Liga  | 3. Liga | 3. Liga     | 3. Liga    | Relegation 2. Bundesliga | Relegation 2. Bundesliga | Relegation 2. Bundesliga | Relegation 2. Bundesliga | Coppa di Germania | Coppa di Germania | Coppa di Germania | Coppa di Germania | Totale   | Totale | Totale      | Totale     |
| Giocatore     | Presenze | Reti    | Ammonizioni | Espulsioni | Presenze                 | Reti                     | Ammonizioni              | Espulsioni               | Presenze          | Reti              | Ammonizioni       | Espulsioni        | Presenze | Reti   | Ammonizioni | Espulsioni |
| ------------- | -------- | ------- | ----------- | ---------- | ------------------------ | ------------------------ | ------------------------ | ------------------------ | ----------------- | ----------------- | ----------------- | ----------------- | -------- | ------ | ----------- | ---------- |
| F. Arndt      | 0        | 0       | 0           | 0          | 0                        | 0                        | 0                        | 0                        | 0                 | 0                 | 0                 | 0                 | 0        | 0      | 0           | 0          |
| P. Auracher   | 8        | 0       | 1           | 0          | 0                        | 0                        | 0                        | 0                        | 0                 | 0                 | 0                 | 0                 | 8        | 0      | 1           | 0          |
| P. Breitkreuz | 34       | 6       | 4           | 0          | 2                        | 0                        | 1                        | 0                        | 1                 | 0                 | 0                 | 0                 | 37       | 6      | 5           | 0          |
| T. Danneberg  | 5        | 0       | 0           | 0          | 0                        | 0                        | 0                        | 0                        | 1                 | 0                 | 0                 | 0                 | 6        | 0      | 0           | 0          |
| M. Gebers     | 12       | 0       | 0           | 0          | 1                        | 0                        | 0                        | 0                        | 1                 | 0                 | 0                 | 0                 | 14       | 0      | 0           | 0          |
| R. Guder      | 2        | 0       | 0           | 0          | 0                        | 0                        | 0                        | 0                        | 0                 | 0                 | 0                 | 0                 | 2        | 0      | 0           | 0          |
| M. Hartmann   | 26       | 0       | 3           | 0          | 0                        | 0                        | 0                        | 0                        | 0                 | 0                 | 0                 | 0                 | 26       | 0      | 3           | 0          |
| M. Heider     | 36       | 12      | 4           | 0          | 2                        | 0                        | 0                        | 0                        | 0                 | 0                 | 0                 | 0                 | 38       | 12     | 4           | 0          |
| P. Herrmann   | 37       | 0       | 8           | 0          | 2                        | 0                        | 0                        | 0                        | 1                 | 0                 | 0                 | 0                 | 40       | 0      | 8           | 0          |
| N. Jakusch    | 0        | 0       | 1           | 0          | 0                        | 0                        | 0                        | 0                        | 0                 | 0                 | 0                 | 0                 | 0        | 0      | 1           | 0          |
| R. Kazior     | 35       | 11      | 6           | 1          | 2                        | 1                        | 0                        | 0                        | 0                 | 0                 | 0                 | 0                 | 37       | 12     | 6           | 1          |
| M. Kegel      | 34       | 2       | 7           | 0          | 2                        | 0                        | 0                        | 0                        | 1                 | 0                 | 0                 | 0                 | 37       | 2      | 7           | 0          |
| P. Kohlmann   | 36       | 0       | 3           | 0          | 2                        | 0                        | 0                        | 0                        | 1                 | 0                 | 1                 | 0                 | 39       | 0      | 4           | 0          |
| M. Kohn       | 0        | 0       | 0           | 0          | 0                        | 0                        | 0                        | 0                        | 0                 | 0                 | 0                 | 0                 | 0        | 0      | 0           | 0          |
| M. Krause     | 26       | 2       | 3           | 0          | 2                        | 0                        | 0                        | 0                        | 0                 | 0                 | 0                 | 0                 | 28       | 2      | 3           | 0          |
| K. Kronholm   | 38       | 0       | 1           | 0          | 2                        | 0                        | 0                        | 0                        | 1                 | 0                 | 0                 | 0                 | 41       | 0      | 1           | 0          |
| C. Kröhnert   | 0        | 0       | 0           | 0          | 0                        | 0                        | 0                        | 0                        | 0                 | 0                 | 0                 | 0                 | 0        | 0      | 0           | 0          |
| J. Lindner    | 20       | 1       | 1           | 0          | 2                        | 0                        | 0                        | 0                        | 1                 | 0                 | 0                 | 0                 | 23       | 1      | 1           | 0          |
| M. Riedmüller | 0        | 0       | 0           | 0          | 0                        | 0                        | 0                        | 0                        | 0                 | 0                 | 0                 | 0                 | 0        | 0      | 0           | 0          |
| S. Sané       | 15       | 1       | 2           | 0          | 0                        | 0                        | 0                        | 0                        | 1                 | 0                 | 0                 | 0                 | 16       | 1      | 2           | 0          |
| M. Schäffler  | 37       | 10      | 2           | 0          | 2                        | 0                        | 1                        | 0                        | 1                 | 0                 | 0                 | 0                 | 40       | 10     | 3           | 0          |
| T. Siedschlag | 38       | 2       | 3           | 0          | 2                        | 0                        | 0                        | 0                        | 1                 | 1                 | 0                 | 0                 | 41       | 3      | 3           | 0          |
| F. Sykora     | 9        | 0       | 1           | 0          | 1                        | 0                        | 0                        | 0                        | 1                 | 0                 | 0                 | 0                 | 11       | 0      | 1           | 0          |
| M. Vendelbo   | 34       | 2       | 5           | 0          | 2                        | 0                        | 1                        | 0                        | 1                 | 0                 | 0                 | 0                 | 37       | 2      | 6           | 0          |
| H. Wahl       | 33       | 2       | 2           | 0          | 2                        | 0                        | 0                        | 0                        | 1                 | 0                 | 0                 | 0                 | 36       | 2      | 2           | 0          |
| F. Wetter     | 5        | 1       | 0           | 0          | 0                        | 0                        | 0                        | 0                        | 0                 | 0                 | 0                 | 0                 | 5        | 1      | 0           | 0          |
| F. Wirlmann   | 11       | 1       | 1           | 0          | 0                        | 0                        | 0                        | 0                        | 0                 | 0                 | 0                 | 0                 | 11       | 1      | 1           | 0          |